# Бінах
Префектура Біна́х (Бімах; фр. Prefecture Binah, Bimah) — одна із 7 префектур у складі регіону Кари Тоголезької Республіки. Адміністративний центр — місто Пагуда.

## Населення
| 2000   | 2002   | 2003   | 2004   | 2005   | 2006   | 2010   |
| ------ | ------ | ------ | ------ | ------ | ------ | ------ |
| 62 000 | 63 000 | 64 000 | 65 000 | 65 000 | 66 000 | 70 054 |

## Склад
До складу префектури входить 9 кантонів та 1 комуна Бафіло:
| №  | Кантон          | Площа, км² | Населення, осіб (2010) | Центр      |
| -- | --------------- | ---------- | ---------------------- | ---------- |
| 1  | Буфале          | -          | -                      | Буфале     |
| 2  | Кемеріда        | -          | -                      | Кемеріда   |
| 3  | Кетао           | -          | -                      | Кетао      |
| 4  | Лама-Тессі      | -          | -                      | Лама-Тессі |
| 5  | Пагуда (кантон) | -          | -                      | Пагуда     |
| 6  | Пагуда (комуна) | -          | 4 907                  | Пагуда     |
| 7  | Пессаре         | -          | -                      | Пессаре    |
| 8  | Пітікіта        | -          | -                      | Пітікіта   |
| 9  | Сірка           | -          | -                      | Сірка      |
| 10 | Солла           | -          | -                      | Солла      |